# Appleseed (Film)
Appleseed (jap. アップルシ－ド, Appurushīdo) ist ein Computeranimationsfilm des renommierten japanischen Anime-Regisseurs Shinji Aramaki aus dem Jahr 2004 und basiert auf Motiven des gleichnamigen Mangas von Masamune Shirow.
Die Produktion ist nach dem 1988 entstandenen 70-minütigen Anime-Kinofilm Appleseed: Kampf um die Freiheit bereits die zweite Inszenierung der gleichnamigen Manga-Serie, diesmal allerdings mit aktueller Animationstechnologie.
Der Film wurde in Deutschland erstmals am 15. April 2005 im Rahmen des Nippon Connection Filmfestivals gezeigt. Am 12. Dezember 2005 auf Deutsch von Universum Anime auf DVD veröffentlicht.

## Handlung
In der Zukunft tobt ein vernichtender Dritter Weltkrieg mit großer Grausamkeit und Brutalität, dem große Landstriche der Erde zum Opfer gefallen sind. Die Nationen der Welt sind untergegangen. In dieser vom langen Krieg gezeichneten und größtenteils verlassenen urbanen Landschaft des Jahres 2131 kämpfen versprengte Truppenmitglieder wie die ehemalige Polizistin Deunan Knute einen fast aussichtslosen Kampf gegen überlegene Maschinen. Da sie seit Monaten ohne Kontakt zu ihrer Kommandozentrale agiert, erfährt sie nichts von einem bereits unterzeichneten Friedensvertrag der kämpfenden Parteien.
Eines Tages wird die legendäre Agentin während eines Feuergefechtes von der olympischen Polizeieinheit E S.W.A.T. in der Außenwelt überwältigt und in die futuristische Metropole Olympus gebracht. Olympus ist eine nahezu gewaltfreie Umgebung, die durch die Olympus Regular Army und ein automatisches Verteidigungssystem geschützt wird. Die Bevölkerung von Olympus besteht etwa zu gleichen Teilen aus Menschen und aus Bioroiden, die zu einem globalen Neuanfang beitragen und für die Erhaltung einer stabilen menschlichen Gesellschaft Sorge tragen wollen. Bioroiden sind gen-veränderte Klone, die sich nicht selbstständig fortpflanzen können. Bei ihnen sind Gefühle wie Hass, Zorn oder Liebe weitgehend unterdrückt. Die Stadt wird von Bioroiden unter der Aufsicht des lernenden Supercomputers GAIA und eines Ältestenrates aus sieben Menschen regiert.
In dieser elitären Gesellschaft wird Deunan von ihrem verschollenen Freund und Kampfgefährten Briareos Hecatonchires, der einst seinen schweren Verletzungen während eines Kampfeinsatzes erlag und seitdem als Cyborg existiert, begrüßt. Die Bioroidin Hitomi erklärt Deunan, was Olympus ist und versucht, sie für dessen Ziele zu gewinnen. Die friedliche Co-Existenz von Menschen und Bioroiden wird von Anschlägen bedroht und das Gleichgewicht zwischen Menschen und Bioroiden gerät in eine Schieflage. Besonders das von den Menschen kontrollierte Militär um deren obersten Heerführer General Uranus glaubt daran, dass die Bioroiden zu viel Macht in Olympus gewinnen und wollen diese daher beseitigen. Um dieses Ziel zu erreichen und gleichsam die künstlichen Menschen loszuwerden, verüben die regulären militärischen Truppen heimlich einen Anschlag auf Tartarus. Dort wird die jeweils neue Generation Bioroiden geschaffen, aber auch die existierenden Klone müssen sich in bestimmten Zyklen erneuern, da sie ansonsten verfallen. Mit dem Anschlag auf Tartarus sind alle Bioroiden von ihren lebensverlängernden Maßnahmen abgeschnitten und somit in ihrer Weiterexistenz bedroht. Die Militärs wollen außerdem den auf Tartarus eingebauten D-Tank zerstören. Dieser soll ein Virus enthalten, welches die Bioroiden tötet.
Die olympische Premierministerin Athena, eine Bioroidin, der die Spezialkräfte unterstellt sind, schickt Deunan, Briareos und andere Polizisten auf eine gefährliche Mission, um das bislang verloren geglaubte „Appleseed“-Gen zu finden. Mit diesem Gen soll es den Klonen ermöglicht werden, ihre reproduzierenden Fähigkeiten zu reaktivieren und sich so zu retten. Im Zuge ihrer Mission erfährt Deunan, dass sie bereits im Besitz jener Daten ist. Ihre Mutter war die Wissenschaftlerin, welche die Bioroiden konstruierte und gab Deunan die Daten in einem Amulett mit, kurz bevor sie selbst ermordet wurde.
Zurück in Olympus entdeckt Deunan, dass der Ältestenrat ebenfalls in den Konflikt involviert ist und den Supercomputer GAIA dazu nutzt, um gegen die Menschen vorzugehen. Der Rat ist zu der Ansicht gelangt, dass die Menschen zu gewalttätig sind, um weiterexistieren zu dürfen und will den Bioroiden das Feld überlassen. Entgegen der allgemeinen Meinung enthält der D-Tank kein Virus gegen die Bioroiden, sondern gegen die Zeugungsfähigkeit der Menschen – die menschliche Spezies soll altern und aussterben. Das Militär kapituliert in letzter Minute, der Rat verführt allerdings GAIA, die mobilen Festungen gegen den D-Tank in Marsch zu setzen, um das Virus freizusetzen. Deunan gelingt es in letzter Sekunde, die Festungen durch Eingabe eines Passwortes in der kontrollierenden Festung zu stoppen. Durch den Abtritt des Ältestenrates müssen Menschen und Bioroiden ihr Schicksal nun selbst in die Hand nehmen. Unklar bleibt, wer das rettende Passwort mit dem letzten fehlenden Buchstaben vervollständigte. Es wird angedeutet, dass dies ein Abschiedsgeschenk des Ältestenrats ist und eine Wegleitung für die Zukunft signalisieren soll.
In der letzten Einstellung des Films hört man die Stimme Deunan Knutes, die dem Zuschauer ihre pessimistischen Zukunftsaussichten erörtert und für die nächste Generation, die wahre neue Gattung, weiterkämpfen will.

## Synchronisation
| Rolle                  | Japanischer Sprecher (Seiyū) | Deutscher Sprecher   |
| ---------------------- | ---------------------------- | -------------------- |
| Briareos Hecatonchires | Jūrōta Kosugi                | Frank Glaubrecht     |
| Deunan Knute           | Ai Kobayashi                 | Vera Teltz           |
| 1. Ältester Electryon  | Ryuuji Nakagi                | Hans Teuscher        |
| 2. Ältester Oionos     | Fumio Matsuoka               | Gerd Holtenau        |
| 3. Ältester Cadmus     | Hirotake Nagata              | Peter Groeger        |
| 4. Ältester Glaucus    | Toshihiko Kuwagak            |                      |
| 5. Ältester Deucalion  | Yoshiyuki Kaneko             |                      |
| 6. Ältester Hestia     | Ikuo Nishikawa               |                      |
| 7. Ältester Laius      | Takehiro Koyama              |                      |
| Yoshitsune Miyamoto    | Toshiyuki Morikawa           | Julien Haggége       |
| Nike                   | Miho Yamada                  | Katrin Zimmermann    |
| Uranus                 | Yuzuru Fujimoto              | Klaus-Dieter Klebsch |
| Athena                 | Mami Koyama                  | Liane Rudolph        |
| Kudō                   | Tadahisa Saizen              | Olaf Reichmann       |
| Hades                  | Takehito Koyasu              | Tobias Kluckert      |
| Hitomi                 | Yuki Matsuoka                | Ulrike Stürzbecher   |
| ESWAT-Kommandant       |                              | Walter Alich         |

## Kritiken
„Mit modernster Computer-Animation eindrücklich umgesetzte Kinoversion eines gleichnamigen Zeichentrick-Videos, die zwar nicht mehr über die Ambivalenz des Originals verfügt, dennoch wichtige Fragen nach einer ‚erstrebenswerten‘ Zukunft stellt und dabei auf hohem Niveau unterhält.“

„‚Appleseed‘ ist Zukunftsvision in doppeltem Sinn: Er ist der erste zu hundert Prozent am Rechner entstandene Anime, man muss hinzufügen: nach einer Manga-Vorlage. Denn es gibt bereits ‚Final Fantasy‘, aber der war nach einem Computerspiel. Was die meisten Anime, und dieser hier ganz bestimmt, ziemlich bis verdammt gut können, ist, Dinge vor meist atemberaubend futuristischen Schauplätzen in Bewegung zu versetzen.“